# Ferdinand von Strantz
Ferdinand von Strantz (* 31. Juli 1821 in Breslau; † 25. Oktober 1909 in Berlin) war ein deutscher Militär, Theaterschauspieler, Theaterintendant, Sänger und Opernregisseur.

Ferdinand von Strantz

## Leben

### Herkunft
Ferdinand Karl Friedrich Felix von Strantz entstammte der Linie Barkow seines ursprünglich aus Thüringen eingewanderten brandenburgischen uradligen Geschlechts. Er war der dritte Sohn des preußischen Oberstleutnants Ludwig von Strantz (1780–1856) und dessen Ehefrau Charlotte Antoinette Lucie, geborene Gräfin von Maltzahn (1796–1834).

### Werdegang
Der Familientradition folgend wurde er zuerst Offizier und stieg bis zum Sekondeleutnant der 2. Schützen-Abteilung der Preußischen Armee auf. Er merkte aber bald, dass der Beruf eines Soldaten sich nicht seinen musischen und künstlerischen Neigungen vertrug. Deshalb schied er aus dem Militärdienst wieder aus und begann eine Karriere als Schauspieler und Sänger. Bald genügten ihm diese Tätigkeiten allein nicht mehr. Er begann, in das Fach eines Regisseurs zu wechseln und selbst Stücke und Opern zu inszenieren. Er wurde Direktor des Leipziger Stadttheaters und schließlich zum Direktor der Königlichen Hofoper in Berlin berufen. Neben seiner beruflichen Tätigkeit war er zur Hälfte Eigentümer des Gutes Schmölen bei Wurzen. Am 22. Januar 1882 bekam er für seine Verdienste den Roten Adlerorden.

### Familie
Seine erste Frau wurde in London 1850 die Sängerin Auguste Zehner (1830–1879). Nach der Scheidung heiratete er am 7. Mai 1854 Emma von Nemeth (1833–1859) aus Pest. Aus der Ehe gingen die Söhne Ferdinand Edmund Ludwig (1855–1916) und Gustav Edmund Friedrich (* 1857) hervor. Nach dem frühen Tod seiner zweiten Frau ehelichte Strantz am 12. Oktober 1876 in Berlin Johanna Ida Hering (1852–1879). Da auch sie früh verstarb, heiratete er am 8. Februar 1888 die Hamburger Schauspielerin Anna Elise Marie Führing (1866–1929). Aus dieser Ehe ging die Tochter Wally Wilhelmine Anna (1889–1945) hervor, die Bernhard Strauss ehelichte.

### Tod und Grabstätte
Ferdinand von Strantz starb 1909 im Alter von 88 Jahren in Berlin. Beigesetzt wurde er auf dem Friedhof III der Jerusalems- und Neuen Kirche vor dem Halleschen Tor. Das Grab ist nicht erhalten.